# 弗朗茨·布格迈尔
弗朗茨·布格迈尔（德語：Franz Burgmeier，1982年4月7日—），是一名列支敦士登職業足球員，現時效力瑞士足球超级联赛球會華杜斯和列支敦士登国家足球队。司職中場或左閘。

## 球會生涯

### 華杜茲
貝美亞在家鄉球隊特里森（FC Triesen）的青年隊展開足球事業，於2000年加盟華杜茲。在華杜茲逗留了五個球季，貝美亞轉投瑞士球隊阿勞，只效力了一季，於2006年被巴素利相中收歸旗下。

### 巴素利
2008年1月杜安借用貝美亞六個月，季後返回巴素利，與主教練格羅斯（Christian Gross）商討後，於7月13日巴素利宣布回購貝美亞最後一年的合約，讓他可以自由身加盟其他球隊

### 達寧頓
貝美亞獲得其他瑞士球隊及剛降級法乙的梅斯招手，但達寧頓於2008年8月21日獲得貝美亞加盟。8月23日即首次代表達寧頓主場出戰基寧咸，以1-2敗陣。9月13日主場對維爾港的2-1勝仗中取得首個聯賽入球。基寧咸嚴重財困而需要進行財務重組，由於未有新買家接手，於2008/09年球季後清洗主力陣容，貝美亞返回家鄉加盟華杜茲。

## 國家隊
貝美亞是列支敦士登國家隊成員，於2001年9月在世界盃外圍賽對西班牙首度披甲上陣。已代表國家隊接近50場，並射入7球。貝美亞於列支敦士登在2008年歐國盃外圍賽中除兩場外，全數正選上陣，在主場1-4負於北愛爾蘭射入一球。

## 趣聞
據稱貝美亞加盟達寧頓是得力於球隊主席乔治·豪顿（George Houghton）年僅12歲的孫子麦斯（Max Houghton）所推介。2003年貝美亞代表列支敦士登對英格蘭，他的表現吸引當時僅得8歲的麦斯注意，當達寧頓季初找尋合適的翼鋒，現時就讀紐卡素皇家文法學校（Royal Grammar School）的小麦斯向爺爺推荐這名前巴素利球員，在這單交易中，麦斯獲得100英鎊「推介費」。
貝美亞加盟達寧頓後的表現獲得球隊球迷的支持，2008年10月11日列支敦士登於世界盃外圍賽作客加的夫千禧球場對威爾斯，雖然以0-2敗陣，但有25-30名達寧頓球迷放棄同日舉行對盧頓的聯賽，長途跋涉（來回560英哩）到場支持貝美亞。列支敦士登人口只有35,000人，國家隊作客時通常只有約20名支持者隨行，列支敦士登足球協會為表謝意，提供免費門票給這班達寧頓球迷。達寧頓陣中甚少國家隊成員，對威爾斯一役是貝美亞加盟達寧頓後第4次披甲代表國家隊，打破達寧頓球員效力國家隊最多次數的紀錄。

## 榮譽
華杜茲
- 列支敦士登盃（Liechtensteiner Cup）冠軍 
  - 2000年、2001年、2002年、2003年、2004年、2005年；

巴素利
- 鍾錶盃（Uhren Cup）冠軍
  - 2006年*；
- 瑞士盃（Schweizer Cup）冠軍
  - 2007年；

* 並列

## 外部連結
- （德文） 列支敦士登足協：弗朗茨·布格迈尔簡介
- http://www.bbc.co.uk/blogs/paulfletcher/2008/09/from_liechtenstein_to_darlingt.html#037148 （页面存档备份，存于）
- （英文） 足球数据库：弗朗茨·布格迈尔的球员统计数据